# Marin Drinov
Marin Stojanov Drinov, bulharsky: Марин Стоянов Дринов, rusky: Марин Степанович Дринов (20. října 1838 Panagjurište – 13. března 1906 Charkov), byl bulharský osvícenský myslitel z období bulharského národního obrození, historik a lingvista, který většinu života působil v Rusku. Je považován za jednoho ze zakladatelů bulharské historiografie.Byl zakládajícím členem Bulharské akademie věd (tehdy Bulharské literární společnosti) a jejím prvním předsedou.

## Život
V roce 1858 odešel do Ruska, aby se dále vzdělával. Studoval historii a filologii na Kyjevské univerzitě a na Moskevské státní univerzitě, v letech 1865 až 1871 cestoval a pracoval v Rakousku a Itálii. V roce 1869 se stal jedním ze spoluzakladatelů a aktivním členem Bulharské literární společnosti. V roce 1872 získal doktorát a od roku 1873 byl docentem slovanské filologie na Charkovské univerzitě. Koncem roku 1876 byl uznán řádným profesorem. V průběhu rusko-turecké války (1877–1878) byl jmenován vedoucím ředitelství pro vzdělávání a duchovní záležitosti prozatímní ruské správy v Bulharsku. Po roce 1881 žil v Charkově a až do konce života pokračoval ve vědecké a pedagogické činnosti. V letech 1890 až 1897 byl také prezidentem Charkovské historicko-filologické společnosti. V roce 1898 byl zvolen členem korespondentem Císařské petrohradské akademie věd. Marin Drinov zemřel v Charkově v roce 1906 po dlouhé nemoci z tuberkulózy.

## Dílo (výběr)
- Поглед върху произхождението на българския народ и началото на българската история [Pogled vărchu proizchoždenieto na bălgarskija narod i načaloto na bălgarskata istorija] (1869) [bulharsky]
- Исторически преглед на Българската църква от самото ѝ начало и до днес [Istoričeski pregled na Bălgarskata cărkva ot samoto ì načalo i do dnes] (1869) [bulharsky]
- Заселение Балканскаго полуострова славянами [Zaselenie Balkanskago poluostrova slavjanami] (1872) [rusky]
- Южные славяне и Византия в Х веке [Južnye slavjane i Vizantija v X veke] (1876) [rusky]

## Zajímavosti
Dne 29. května 1909 byly Drinovovi ostatky přivezeny po moři do Varny a poté převezeny do Sofie, kde byly pohřbeny.
Na konci 19. století se obyvatelé vesnice Bakhshislar rozhodli ji přejmenovat na Drinovo. Od roku 1994 se vědecké nakladatelství Bulharské akademie věd jmenuje Marin Drinov. Od roku 2008 je po Drinovovi pojmenována hora Drinov Peak na Smith Islandu v Antarktidě.
Jméno „Marin Drinov“ nese čestné vyznamenání na stuze Bulharské akademie věd.